# مکبث (فیلم ۱۹۷۸)
«مکبث» (انگلیسی: Macbeth (1978 film)) یک فیلم است. از بازیگران آن می‌توان به ایان مک‌کلن و جودی دنچ اشاره کرد.